# Batalla d'Els Salzes
La batalla d'Els Salzes va ser una batalla lliurada el setembre de l'any 377 en el context de la guerra gòtica, probablement a uns 15 km de Marcianòpolis, a l'estació d'Els Salzes, propera a la desembocadura del Danubi.
Sense tropes, que s'havien perdut en la batalla de Marcianòpolis, per fer front a la revolta, Valent va cridar les seves tropes d'Armènia, comandades pels generals Trajà, que conduïa la infanteria i Profuturus, que conduïa la cavalleria, i va demanar suport a Flavi Gracià, emperador de l'Imperi Romà d'Occident, que va enviar Frigeridus, governador de Pannònia amb les seves tropes i reforços francs de Flavi Ricomer.
Les tropes van avançar cap al nord on es van reunir per l'enfrontament amb els gots rebels que dirigia Fritigern i estaven saquejant la regió, des del seu campament fortificat. La batalla va durar tot el dia; l'ala esquerra romana es va haver de retirar, però van arribar reforços a aquest costat i van aconseguir mantenir-se. No en va resultar un guanyador clar, però les pèrdues romanes van ser tan grans que van deixar el camí obert als gots, que pel seu costat també van tenir moltes baixes.
Frigeridus, que va ser nomenat mestre dels soldats de l'exèrcit romà a Il·líria, era una amenaça per als gals i van atacar el grup de greutungs i taifals que dirigia Farnobius, que va morir a principis de l'hivern de 377. La guerra va continuar i el 9 d'agost de l'any 378, Fritigern va prendre venjança en la batalla d'Adrianòpolis en la qual Valent va morir aquella derrota dels seus parents en la batalla de Naïssus que havia tingut lloc 109 anys abans.